# HMS Devastation (1871)

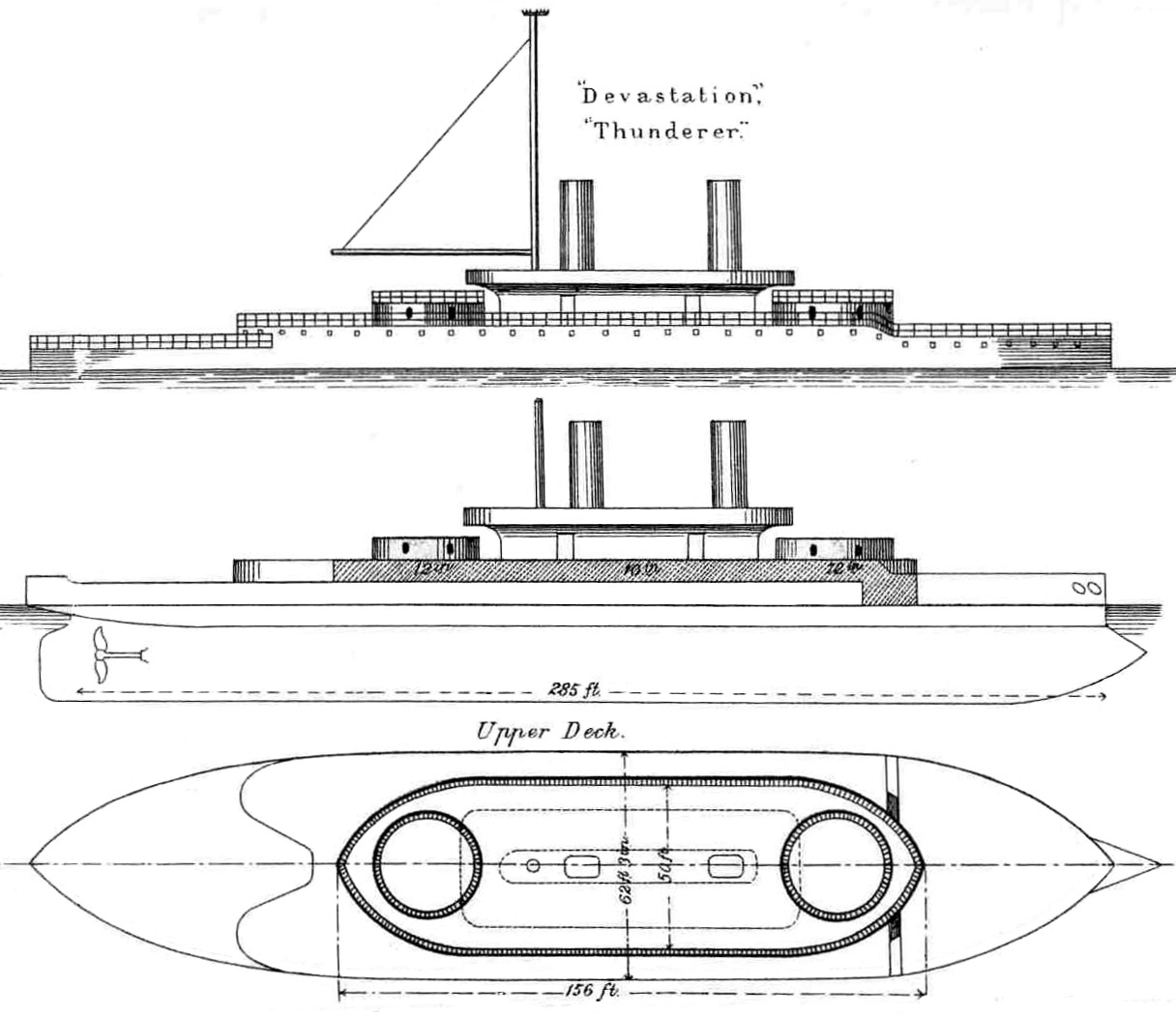
Tekening Devastationklasse

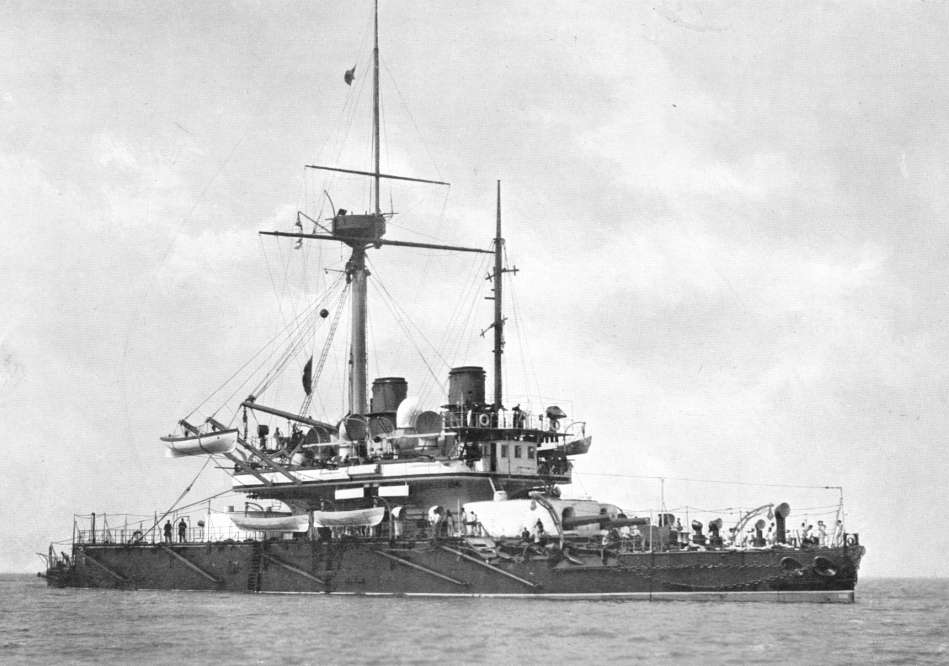
HMS Thunderer (1872)

HMS Devastation was de eerste van een klasse van twee schepen gebouwd voor de Britse marine. Het andere schip van de Devastationklasse was HMS Thunderer die in 1877 in de vaart kwam. Het was het eerste grote marineschip dat niet met masten voor zeilen was uitgerust en dus volledig vertrouwde op de stoommachines voor de aandrijving.

## Inleiding
Tot de introductie van HMS Devastation in 1873 waren marineschepen uitgerust met masten voor zeilen. De marine durfde aanvankelijk niet volledig te vertrouwen op stoommachines. In het geval van een defect of als de steenkolen verbruikt waren, dan waren er nog altijd de zeilen. Zeilen werden ook gebruikt als hulpvoortstuwing, om het schip extra vaart te geven. De Devastation was een ontwerp van Sir Edward Reed, het schip viel op door het ontbreken van de masten en de zware bewapening van twee 12-inch (305 mm) kanonnen verdeeld over twee roterende geschuttorens. De torens konden een bijna volledige cirkel van 280 graden maken.

## Beschrijving
De HMS Devastation had de hoofdbewapening in twee roterende geschuttorens en hiermee werd afscheid genomen van de bewapening in de flanken van het schip. Elke toren was uitgerust met twee 12-inch (305 mm) kanonnen. De torens konden een bijna volledige circkel van 280 graden maken. Het schip kreeg een ramsteven, een dubbele bodem en was voorzien van waterdichte compartimenten. De stoommachines hadden een vermogen van zo’n 5600 pk en dreven twee schroeven aan. Met een maximale lading van 1350 ton steenkool aan boord kreeg het schip een actieradius van 3550 zeemijl bij een snelheid van 12 knopen en 5570 zeemijl bij 10 knopen.
In 1873 onderging het schip een aantal testen. Ze kreeg veel publieke belangstelling ook vanwege de opvolger van HMS Captain, een vergelijkbaar schip nog uitgerust met masten, dat in 1870 ten onder was gegaan. Het verlies van de HMS Captain leidde tot bezorgdheid over de stabiliteit. Naar aanleiding van het onderzoek kreeg de HMS Devastation boven de gepantserde borstwering een extra ongepantserde aanbouw tot de zijkanten van het schip. Hiermee werd de stabiliteit bij slagzij verbeterd en had als nevenvoordeel dat er extra accommodatie voor de bemanning beschikbaar kwam. Bij een snelheidstest bereikte het schip een maximale snelheid van 13,84 knopen en leverde de motor met 6637 pk duidelijk meer vermogen dan door de fabrikant, John Penn and Sons in Londen, was aangegeven.

## In dienst
De HMS Devastation werd ingezet in de wateren rond Engeland en in de Middellandse Zee. In 1891 werden de kanonnen vervangen door achterladers met een kaliber van 10-inch en kreeg het een nieuw drievoudige-expansie stoommachine als motor. Deze motor verbruikte fors minder steenkool waarmee het bereik werd vergroot. Haar actieve carrière als oorlogsschip eindigde op 2 april 1902 in Portsmouth. Ze werd nog gebruikt als hulpschip bij de opleiding van torpedisten, maar in 1908 werd ze naar de sloop gebracht.